# Walnut, California
Walnut este un oraș din comitatul Los Angeles County, statul  California,  Statele Unite ale Americii. Orașul ocupă o suprafață de 23,3 km² și are o populație de 30.004 loc. (în 2000).